# Lapo Pistelli
Lapo Pistelli (Firenze, 20 giugno 1964) è un politico e dirigente d'azienda italiano.

## Biografia
Lapo Pistelli è nato il 20 giugno 1964 a Firenze ed è figlio di Nicola Pistelli, deputato alla Camera nella IV legislatura per la Democrazia Cristiana (DC), nonché esponente della corrente Sinistra di Base, detta anche La Base, fondata nel 1953 da Giovanni Marcora (corrente patrocinata da Enrico Mattei) e per anni protagonista della politica fiorentina, deceduto a causa di un incidente stradale sull'Arnaccio, nelle vicinanze di Pisa, quando Lapo Pistelli aveva solo due mesi.
Laureato con lode in scienze politiche presso l'Istituto Cesare Alfieri dell'Università degli Studi di Firenze, giornalista pubblicista, docente universitario, è oggi manager di Eni; ha tre figli.
È stato docente ordinario per la Bing Overseas Studies della Stanford University di Firenze. Per quasi un decennio (nella seconda metà degli anni '80 e nella prima metà degli anni '90) è stato un esponente della Democrazia Cristiana, partito con cui inizia l'attività politica nel 1985 con l'elezione al Consiglio di Quartiere n.12 di Firenze; due anni dopo viene nominato Responsabile degli Affari Esteri all'interno del Movimento Giovanile Democristiano, permanendo in tale carica per un quadriennio (dal 1987 al 1991). 
Nelle elezioni amministrative del 6 e 7 maggio 1990 viene eletto consigliere comunale del comune di Firenze nelle liste della Democrazia Cristiana dal 1990 al 1992 e, successivamente, fu nominato anche Assessore con delega alla Pubblica Istruzione in una Giunta Comunale formata dalla coalizione del Pentapartito (DC, PSI, PRI, PSDI, PLI) guidata da Giorgio Morales dal 1992 fino al 1995.
Nel gennaio del 1994, a seguito della fine della cosiddetta Prima Repubblica e delle inchieste di Tangentopoli, avviene lo scioglimento formale della DC dopo 51 anni e, dopo un decennio di carriera politica nello Scudo Crociato, Lapo Pistelli aderisce alla rinascita del Partito Popolare Italiano (PPI) di Mino Martinazzoli, di cui ne diviene segretario regionale del PPI per la Toscana fino al 1995. All'interno del PPI confluirono molti democristiani facenti parte della corrente di Sinistra ed alcuni Andreottiani, mentre Pier Ferdinando Casini (ex Forlaniano) e Clemente Mastella fondarono il Centro Cristiano Democratico.
Negli anni successivi nell'ambito della cosiddetta Seconda Repubblica è invece membro della Segreteria politica nonché della direzione nazionale del Partito Popolare Italiano (1995-1999) e, fino alla fondazione di Democrazia è Libertà: la Margherita (partito politico sorto nel 2002 insieme a Rinnovamento Italiano di Lamberto Dini) coordinatore della Segreteria nazionale (1999-2001).

### Elezione a deputato

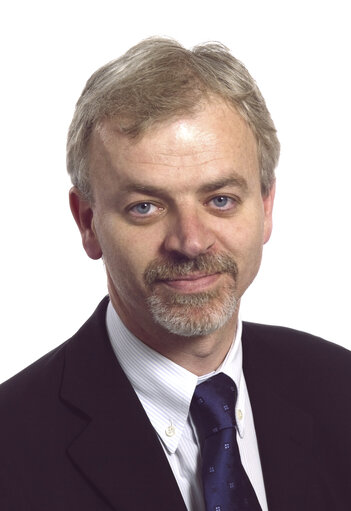
Lapo Pistelli

Eletto deputato alla Camera nel 1996 con l'Ulivo nel collegio di Scandicci e nelle elezioni politiche del 2001, entra a far parte della Commissione Affari Costituzionali, di quella Affari Comunitari e della Commissione Affari Esteri, partecipando per alcuni anni alla Delegazione parlamentare italiana presso l'Organizzazione per la sicurezza e la cooperazione in Europa (OSCE).
Alle elezioni politiche del 2001 viene ricandidato nel collegio uninominale di Scandicci alla Camera dei deputati, sostenuto dalla coalizione di centro-sinistra L'Ulivo in quota La Margherita (lista elettorale centrista con Francesco Rutelli a capo, alla quale aderì il Partito Popolare Italiano), dove viene riconfermato con il 64,05% dei voti contro i candidati del Polo per le Libertà Salvatore Barillari (29,23%), della Lista Di Pietro Gianluca Mugnai (2,35%), di Democrazia Europea Bruno Baccani (2,32%) e della Lista Pannella-Bonino Leonardo Cipriani (2,05%).
Nel 2002, quando il Partito Popolare confluisce ne La Margherita come partito, assieme a Rinnovamento Italiano di Lamberto Dini e I Democratici di Arturo Parisi, Pistelli ne diventa membro dell'esecutivo nazionale e Responsabile nazionale degli esteri e relazioni internazionali fino al 2004.

### Elezione al Parlamento europeo

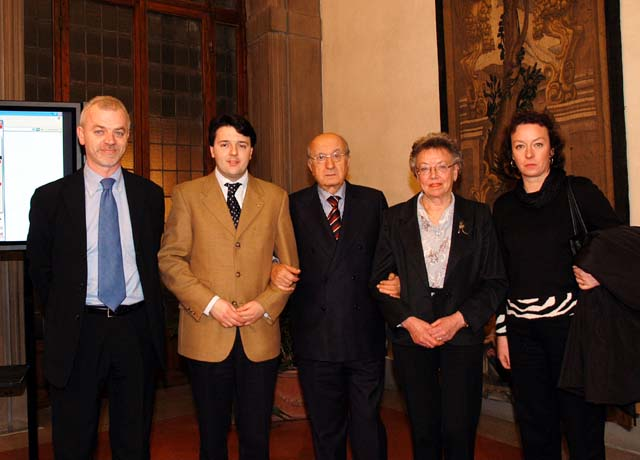
Lapo Pistelli con Matteo Renzi e Ciriaco De Mita nel 2006

Alle elezioni europee del 2004 viene candidato, ed eletto, al Parlamento europeo per la lista "Uniti nell'Ulivo" nella circoscrizione Italia centrale, ricevendo circa 80.000 preferenze. Dopo essersi dimesso dall'incarico di deputato, a seguito dell'elezione a eurodeputato, si è iscritto al gruppo europarlamentare dei liberal democratici dell'ALDE ed è membro della Commissione Esteri, della Commissione Affari Economici e Finanziari, della Commissione Libertà Civili, Giustizia e Affari Interni e ricopre il ruolo di capodelegazione de La Margherita, vicepresidente del gruppo dell'ALDE e Presidente della Delegazione Unione europea-Sudafrica.
Nel 2007, con la nascita del Partito Democratico (PD), entra a far parte dell'esecutivo nazionale guidato da Walter Veltroni, andando a ricoprire il ruolo di Responsabile nazionale Esteri e Relazioni Internazionali, incarico successivamente confermato sotto la segreteria di Dario Franceschini e di Pier Luigi Bersani.

### Ritorno alla Camera e Viceministro degli affari esteri
Alle elezioni politiche del 2008 viene eletto alla Camera dei deputati, nella lista del Partito Democratico nella circoscrizione Marche. Nella XVI legislatura è stato componente 3ª Commissione permanente Affari esteri e comunitari.
Nel 2009 si è candidato alle primarie PD per la scelta del candidato sindaco del Comune di Firenze, ottenendo il 26,91% dei voti e arrivando secondo a Matteo Renzi con il 40,5%.
Rieletto alla Camera nelle elezioni politiche del 2013, in seguito alla nascita del governo di larghe intese guidato da Enrico Letta, il 2 maggio 2013 viene nominato viceministro degli Affari Esteri e della Cooperazione Internazionale nel governo Letta, posizione che mantiene dopo la caduta del governo Letta, per volere del neo-segretario del PD Matteo Renzi per diventare Presidente del Consiglio e alla nascita del suo governo.
Il 15 giugno 2015 annuncia l'abbandono della vita politica dimettendosi lo stesso giorno dall'incarico di viceministro degli Esteri, e quindici giorni dopo, dalla Camera dei Deputati.

### Dopo la politica
Il 1º luglio 2015 diviene Senior Vice President dell'Eni, con delega alle analisi strategiche e al business development support.
Il 17 aprile 2017 diventa vicepresidente esecutivo dell'Eni ed è nominato direttore delle relazioni internazionali.
È vice-presidente del cda di OME (Observatoire Mediterranéen de l’Energie) e membro della Global Commission on the Geopolitics of Energy Transformation di IRENA (International Renewable Energy Agency).

## Altre attività
Pistelli è stato il cantante e autore di tutti i testi della band darkwave/post punk Atelier du Mal che nel 1984 rilasciò la cassetta Noblesse Oblige.
Ha scritto di politica internazionale per i quotidiani Europa e l'Unità e collabora con le riviste Limes e Aspenia. Ha contribuito alla redazione dell'Atlante dei Diritti Umani (Utet), curando la voce dei diritti umani nell'Unione europea e ha collaborato con vari centri studi internazionali (Policy Network e Chatham House a Londra, Center for American Progress e Brookings Institution a Washington).
In Italia è consigliere di ECFR (European Council on Foreign Relations), membro del consiglio direttivo dello IAI (Istituto Affari Internazionali) e dell'Associazione Italia-ASEAN, consigliere di amministrazione del Centro Studi Americani e dell'Italia Myanmar Business Council. Collabora nel comitato scientifico di EastWest e nel comitato editoriale di WE, World of Energy. Nel luglio 2018 viene eletto membro del Council di Chatham House. Dal 2008 al 2011 è stato vicepresidente della Fondazione Italia USA.

## Opere
- Lapo Pistelli; Franco Monaco, Luigi Pizzolato. Giorgio La Pira: speranza e profezia cristiana nel 20º anniversario della morte, In Dialogo, 1998. ISBN 88-8123-111-5
- Lapo Pistelli; Matteo Renzi. Ma le giubbe rosse non uccisero Aldo Moro, Donzelli Editore, 1999. ISBN 88-09-01483-9
- Lapo Pistelli; Enrico Letta. Il boomerang. Lo stato sociale visto dai giovani, Donzelli Editore, 2001. ISBN 978-88-7989-536-1
- Lapo Pistelli; Guelfo Fiore. Semestre nero. Berlusconi e la politica estera, Fazi Editore, 2004. ISBN 88-8112-506-4
- Lapo Pistelli, America take away, Fazi Editore, 2006. ISBN 88-8112-735-0
- Lapo Pistelli, Il nuovo sogno arabo. Dopo le rivoluzioni, Feltrinelli, 2014. ISBN 9788858852569

## Onorificenze
Gran Decorazione d'Onore in Oro con Fascia al Merito della Repubblica d'Austria
con decisione del Presidente Federale della Repubblica d'Austria dell'8 aprile 2015